# Кениг (лунный кратер)
Кратер Кениг (лат. König) — небольшой ударный кратер в западной части Моря Дождей на видимой стороне Луны. Название присвоено в честь немецкого физика, изобретателя Рудольфа Кёнига (1865—1927) и утверждено Международным астрономическим союзом в 1935 г.

## Описание кратера
Ближайшими соседями кратера являются кратер Гиппал на западе; кратер Буллиальд на северо-востоке; кратер Кис на юго-востоке и кратер Кампано на юго-западе. На западе от кратера Кениг располагаются борозды Гиппала, на северо-западе борозда Агатархида, на юге уступ Меркатора. Селенографические координаты центра кратера 24°14′ ю. ш. 24°41′ з. д. / 24,23° ю. ш. 24,68° з. д., диаметр 22,9 км, глубина 2,44 км.
Кратер Кениг имеет полигональную форму с небольшим выступом в южной части, практически не подвергся разрушению. Вал с четко выраженной острой кромкой. У подножия внутреннего склона находятся осыпи пород, окружающие небольшое дно чаши кратера. Высота вала над окружающей местностью около 820 м, объем кратера составляет приблизительно 3333. Дно чаши пересеченное, холмистое с небольшим слабо выраженным центральным пиком.
Кратер Кениг включен в список кратеров с темными радиальными полосами на внутреннем склоне Ассоциации лунной и планетарной астрономии (ALPO).

## Сателлитные кратеры
| Кениг | Координаты                                            | Диаметр, км |
| ----- | ----------------------------------------------------- | ----------- |
| A     | 24°47′ ю. ш. 24°05′ з. д. / 24,78° ю. ш. 24,09° з. д. | 3,32        |

## См.также
- Список кратеров на Луне
- Лунный кратер
- Морфологический каталог кратеров Луны
- Планетная номенклатура
- Селенография
- Минералогия Луны
- Геология Луны
- Поздняя тяжёлая бомбардировка